# Обрезание Господне
Обрезание Господне е християнски празник, който се чества на 1 януари според православния календар.

## История
Обрезанието (обрязване) е свещенодействие, установено в Стария завет при патриарх Авраам в самото начало на 2 хилядолетие преди раждането на Иисус Христос. Послужило като „знак на завета“ между Бога и богоизбрания народ и като далечен предобраз на предстоящото Кръщение (Колос 2:11). Като печат на този знак служело името, което давали на младенеца при обрязването му.
Потомък по плът на Авраам, прославян в Новия завет, Исус Христос бил обрязан на 8-ия ден от неговото раждане и му дали името Иисус, наречено от ангела (Лука 1:31, 2:21).

## Честване
Още от IV век Обрезание Господне е честван като тържествен Господски празник, с който приключва 8-дневния кръг на Рождественските дни.